# Serie A Interregionale 1974 (calcio femminile)
L'edizione 1974 è stata la quinta edizione del campionato F.F.I.U.G.C. della Serie A Interregionale femminile italiana di calcio. Corrisponde al campionato 1973-1974 del calcio maschile.
Il campionato è iniziato il 25 aprile 1974 ed è terminato il 1º dicembre 1974 con l'assegnazione del titolo di campione Interregionale 1974 all'A.C.F. Tepa Sport Orzinuovi di Orzinuovi.

## Stagione

### Formula
Vi hanno partecipato 54 squadre divise in sette gironi. Non sono note le squadre partecipanti al Campionato Siciliano (girone H), mentre il Campionato Sardo non è stato organizzato. Le prime tre classificate di ognuno dei sette gironi (solo le prime due nel girone D di sole 6 squadre) sono ammesse alle eliminatorie per il titolo e la promozione in Serie A (promosse solo le due finaliste). Non sono previste retrocessioni in Serie C (regionale) perché il Comitato Nazionale Gare ha mantenuto aperto il ruolo del campionato anche alle squadre di Serie C.

## Girone A

### Squadre partecipanti
| Club                         | Città      | Stagione 1973                        |
| ---------------------------- | ---------- | ------------------------------------ |
| F.C.F. Alta Italia           | Cuneo      | 3º posto in Serie A Interregionale/A |
| F.C.F. Aosta                 | Aosta      | 4º posto in Serie A Interregionale/A |
| S.S. Ardita Leumann          | Leumann    | 6º posto in Serie A Interregionale/A |
| F.C.F. Aymavilles            | Aymavilles | 8º posto in Serie A Interregionale/A |
| Cori S.C.F.                  | Torino     | ?                                    |
| L.C. Confezioni Sport Biella | Biella     | 1º posto in Serie A Interregionale/A |
| U.S. Nus                     | Nus        | ?                                    |
| U.S. Quart                   | Quart      | ?                                    |
| F.C.F. Real Torino           | Torino     | ?                                    |

### Classifica finale
|  | Pos. | Squadra             | Pt | G  | V  | N | P  | GF | GS | DR  |
|  | ---- | ------------------- | -- | -- | -- | - | -- | -- | -- | --- |
|  | 1.   | Alta Italia         | 26 | 16 | 12 | 2 | 2  | 38 | 11 | +27 |
|  | 2.   | Confez.Sport Biella | 25 | 16 | 11 | 3 | 2  | 51 | 9  | +42 |
|  | 3.   | Real Torino         | 23 | 16 | 11 | 1 | 4  | 38 | 15 | +23 |
|  | 4.   | Aosta               | 22 | 16 | 9  | 4 | 3  | 47 | 19 | +28 |
|  | 5.   | Cori                | 21 | 16 | 7  | 7 | 2  | 46 | 24 | +22 |
|  | 6.   | Ardita Leumann      | 11 | 16 | 3  | 5 | 8  | 17 | 29 | -12 |
|  | 7.   | Aymavilles          | 7  | 16 | 2  | 3 | 11 | 16 | 41 | -25 |
|  | 8.   | Quart               | 5  | 16 | 0  | 5 | 11 | 8  | 61 | -53 |
|  | 9.   | Nus                 | 4  | 16 | 1  | 2 | 13 | 3  | 55 | -52 |

Legenda:
 Ammessa agli spareggi per la promozione in Serie A.
Note:
Due punti a vittoria, uno a pareggio, zero a sconfitta.
Il Quart e il Nus hanno successivamente rinunciato al campionato di Serie A Interregionale.

## Girone B

### Squadre partecipanti
| Club                                   | Città             | Stagione 1973                             |
| -------------------------------------- | ----------------- | ----------------------------------------- |
| A.C.F. Borgomanero Mobili Albertinazzi | Borgomanero       | in Serie A Interregionale/B               |
| C.S. Castrezzato                       | Castrezzato       | in Serie A Interregionale/C               |
| C.F. Cibus Cazzago San Martino         | Rodengo-Saiano    | in Serie A Interregionale/C               |
| G.S. Cinisello                         | Cinisello Balsamo | in Serie A F.I.G.C.F.                     |
| S.S. Fiamma Ceraso                     | Monza             | 2º posto in Serie B lombarda F.F.I.U.G.C. |
| A.C.F. Gorgonzola                      | Gorgonzola        | in Serie A Interregionale/B               |
| A.C.F. Internazionale                  | Segrate           | in Serie A Interregionale/B               |
| A.C.F. Pavia                           | Pavia             | in Serie A Interregionale/B               |
| A.C.F. Tepa Sport Orzinuovi            | Orzinuovi         | in Serie A Interregionale/C               |

### Classifica finale
|  | Pos. | Squadra                         | Pt | G  | V  | N | P  | GF | GS | DR  |
|  | ---- | ------------------------------- | -- | -- | -- | - | -- | -- | -- | --- |
|  | 1.   | Tepa Sport Orzinuovi            | 29 | 16 | 14 | 1 | 1  | 40 | 9  | +31 |
|  | 2.   | Cibus Cazzago San Martino       | 23 | 16 | 11 | 1 | 4  | 37 | 15 | +22 |
|  | 3.   | Internazionale                  | 19 | 16 | 7  | 5 | 4  | 19 | 14 | +5  |
|  | 4.   | Gorgonzola                      | 16 | 16 | 5  | 6 | 5  | 19 | 17 | +2  |
|  | 4.   | Cinisello                       | 16 | 16 | 5  | 6 | 5  | 18 | 17 | +1  |
|  | 6.   | Borgomanero Mobili Albertinazzi | 11 | 16 | 3  | 5 | 8  | 15 | 24 | -9  |
|  | 6.   | Castrezzato                     | 11 | 16 | 3  | 5 | 8  | 17 | 31 | -14 |
|  | 8.   | Pavia                           | 10 | 16 | 4  | 2 | 10 | 26 | 44 | -18 |
|  | 9.   | Fiamma Ceraso                   | 9  | 16 | 3  | 3 | 10 | 16 | 36 | -20 |

Legenda:
 Ammessa agli spareggi per la promozione in Serie A.
Note:
Due punti a vittoria, uno a pareggio, zero a sconfitta.
Il Gorgonzola è stato successivamente ammesso in Serie A a completamento organico.
Il Cinisello hanno successivamente rinunciato al campionato di Serie A Interregionale.

## Girone C

### Squadre partecipanti
| Club                          | Città                 | Stagione 1973               |
| ----------------------------- | --------------------- | --------------------------- |
| A.C.C.F. Azzurra              | Castelfranco Veneto   | ?                           |
| A.C.F. Crocetta Carrel        | Crocetta del Montello | ?                           |
| A.C.F. Edisal Floor Moquettes | Verona                | in Serie A Interregionale/C |
| S.C.F. Le Gazzelle            | Padova                | in Serie A Interregionale/C |
| A.C.F. Mobilgam Conegliano    | Conegliano            | ?                           |
| Tani Tendaggi Rovereto C.F.   | Rovereto              | ?                           |
| U.S. Tione                    | Tione di Trento       | ?                           |
| A.C.F. Vicenza                | Vicenza               | ?                           |

### Classifica finale
|  | Pos. | Squadra                | Pt       | G  | V  | N | P | GF | GS | DR  |
|  | ---- | ---------------------- | -------- | -- | -- | - | - | -- | -- | --- |
|  | 1.   | Edisal Floor Moquettes | 22       | 12 | 10 | 2 | 0 | 35 | 6  | +29 |
|  | 2.   | Mobilgam Conegliano    | 14       | 12 | 5  | 4 | 3 | 27 | 11 | +16 |
|  | 3.   | Azzurra                | 13       | 12 | 5  | 3 | 4 | 12 | 10 | +2  |
|  | 4.   | Tione                  | 11       | 12 | 4  | 3 | 5 | 21 | 13 | +8  |
|  | 4.   | Vicenza                | 11       | 12 | 5  | 1 | 6 | 11 | 22 | -11 |
|  | 6.   | Crocetta Carrel        | 9        | 12 | 4  | 1 | 7 | 25 | 26 | -1  |
|  | 7.   | Tani Tendaggi Rovereto | 4        | 12 | 1  | 2 | 9 | 5  | 48 | -43 |
|  | --   | Le Gazzelle            | Ritirato |    |    |   |   |    |    |     |

Legenda:
 Ammessa agli spareggi per la promozione in Serie A.
      Ritirata dal campionato
Note:
Due punti a vittoria, uno a pareggio, zero a sconfitta.
Le Gazzelle hanno rinunciato al campionato per causa di forza maggiore a calendario già compilato.
Tione, Vicenza, Crocetta Carrel e Tani Tendaggi Rovereto hanno successivamente rinunciato al campionato di Serie A Interregionale.

## Girone D

### Squadre partecipanti
| Club                      | Città                | Stagione 1973                        |
| ------------------------- | -------------------- | ------------------------------------ |
| A.C.F. Agostini Viareggio | Viareggio            | in Serie A F.I.G.C.F.                |
| A.C.F. Asti               | Asti                 | ?                                    |
| F.C.F. Intemelio          | Vallecrosia          | 7º posto in Serie A Interregionale/A |
| F.F. Interform Genova 70  | Genova               | 5º posto in Serie A Interregionale/A |
| A.C.F. Livorno            | Livorno              | in Serie A F.I.G.C.F.                |
| U.S. Sampierdarenese      | Genova Sampierdarena | 2º posto in Serie A Interregionale/A |

### Classifica finale
|  | Pos. | Squadra             | Pt | G  | V  | N | P | GF | GS | DR  |
|  | ---- | ------------------- | -- | -- | -- | - | - | -- | -- | --- |
|  | 1.   | Agostini Viareggio  | 20 | 10 | 10 | 0 | 0 | 24 | 6  | +18 |
|  | 2.   | Sampierdarenese     | 15 | 10 | 7  | 1 | 2 | 18 | 8  | +10 |
|  | 3.   | Asti                | 9  | 10 | 3  | 3 | 4 | 15 | 12 | +3  |
|  | 4.   | Livorno             | 6  | 10 | 2  | 2 | 6 | 10 | 18 | -8  |
|  | 4.   | Interform Genova 70 | 6  | 10 | 2  | 2 | 6 | 17 | 26 | -9  |
|  | 6.   | Intemelio           | 4  | 10 | 0  | 4 | 6 | 11 | 25 | -14 |

Legenda:
 Ammessa agli spareggi per la promozione in Serie A.
Note:
Due punti a vittoria, uno a pareggio, zero a sconfitta.
Il Livorno ha successivamente rinunciato al campionato di Serie A Interregionale.

## Girone E

### Squadre partecipanti
| Club                                  | Città                      | Stagione 1973               |
| ------------------------------------- | -------------------------- | --------------------------- |
| C.F. Grazioli Giocattoli              | Canneto sull'Oglio         | in Serie A Interregionale/B |
| A.C.F. Laurel's                       | Macerata                   | in Serie A Interregionale/D |
| A.C.F. Pescara                        | Pescara                    | in Serie A Interregionale/D |
| A.C.F. Pesaro Salotti Raffaello       | Pesaro                     | in Serie A Interregionale/D |
| C.F.C. Pippo Singer Club              | Castiglione delle Stiviere | in Serie A F.I.G.C.F.       |
| A.C.F. Poltronificio Dall'Oca         | Ferrara                    | in Serie A Interregionale/C |
| A.C.F. Ravenna Resin Plast            | Ravenna                    | ?                           |
| C.F. Ziveri e Cavalli Trasporti Parma | Parma                      | in Serie A Interregionale/C |

### Classifica finale
|  | Pos. | Squadra                          | Pt       | G  | V | N | P  | GF | GS | DR  |
|  | ---- | -------------------------------- | -------- | -- | - | - | -- | -- | -- | --- |
|  | 1.   | Pesaro Salotti Raffaello         | 18       | 12 | 7 | 4 | 1  | 21 | 7  | +14 |
|  | 2.   | Poltronificio Dall'Oca           | 17       | 12 | 7 | 3 | 2  | 24 | 8  | +16 |
|  | 3.   | Laurel's                         | 14       | 12 | 5 | 4 | 3  | 22 | 10 | +12 |
|  | 4.   | Grazioli Giocattoli              | 13       | 12 | 4 | 5 | 4  | 27 | 11 | +16 |
|  | 5.   | Ravenna Resin Plast              | 10       | 12 | 4 | 2 | 6  | 16 | 17 | -1  |
|  | 5.   | Pippo Singer Club                | 10       | 12 | 3 | 4 | 5  | 12 | 17 | -5  |
|  | 7.   | Ziveri e Cavalli Trasporti Parma | 2        | 12 | 1 | 0 | 11 | 5  | 57 | -52 |
|  | --   | Pescara                          | Ritirato |    |   |   |    |    |    |     |

Legenda:
 Ammessa agli spareggi per la promozione in Serie A.
      Ritirata dal campionato
Note:
Due punti a vittoria, uno a pareggio, zero a sconfitta.
Il Pescara ha rinunciato al campionato a calendario già compilato.
Laurel's e Ziveri e Cavalli Trasporti Parma hanno successivamente rinunciato al campionato di Serie A Interregionale.

## Girone F

### Squadre partecipanti
| Club                              | Città                 | Stagione 1973               |
| --------------------------------- | --------------------- | --------------------------- |
| A.C.F. Bruscino Frascati          | Frascati              | ?                           |
| A.C.F. Clitunno Luxline           | Campello sul Clitunno | in Serie A Interregionale/D |
| U.S.C.F. La Colombo Assicurazioni | Roma                  | in Serie A Interregionale/E |
| A.S.F. La Secura Assicurazioni    | Roma                  | in Serie A Interregionale/D |
| A.C.F. Lazio                      | Roma Fiumicino        | in Serie A Interregionale/D |
| A.C.F. Perugia                    | Perugia San Sisto     | in Serie A Interregionale/D |
| A.C.F. Roma Campidoglio           | Roma                  | ?                           |

### Classifica finale
|  | Pos. | Squadra                  | Pt | G  | V | N | P | GF | GS | DR  |
|  | ---- | ------------------------ | -- | -- | - | - | - | -- | -- | --- |
|  | 1.   | ACF Perugia              | 19 | 12 | 8 | 3 | 1 | 22 | 5  | +17 |
|  | 2.   | A.C.F. Lazio             | 15 | 12 | 6 | 3 | 3 | 11 | 10 | +1  |
|  | 3.   | La Secura Assicurazioni  | 13 | 12 | 4 | 5 | 3 | 10 | 9  | +1  |
|  | 4.   | La Colombo Assicurazioni | 13 | 12 | 5 | 3 | 4 | 12 | 12 | 0   |
|  | 5.   | Bruscino Frascati        | 10 | 12 | 2 | 6 | 4 | 7  | 12 | -5  |
|  | 6.   | Roma Campidoglio         | 8  | 12 | 1 | 6 | 5 | 7  | 11 | -4  |
|  | 7.   | Clitunno Luxline         | 6  | 12 | 1 | 4 | 7 | 9  | 19 | -10 |

Legenda:
 Ammessa agli spareggi per la promozione in Serie A.
Note:
Due punti a vittoria, uno a pareggio, zero a sconfitta.
Il Bruscino Frascati e il Clitunno Luxline hanno successivamente rinunciato al campionato di Serie A Interregionale.

## Girone G

### Squadre partecipanti
| Club                           | Città           | Stagione 1973               |
| ------------------------------ | --------------- | --------------------------- |
| G.S. Bari                      | Bari            | in Serie A Interregionale/E |
| A.C.F. Foggia                  | Foggia          | ?                           |
| C.C.S.R. Libertas Santa Chiara | Brindisi        | ?                           |
| A.C.F. Potenza                 | Potenza         | in Serie A Interregionale/E |
| A.C.F. Reggina                 | Reggio Calabria | in Serie A Interregionale/E |
| U.S.F. Salernitana             | Salerno         | in Serie A Interregionale/E |
| A.C.F. Taranto                 | Taranto         | in Serie A Interregionale/E |

### Classifica finale
|  | Pos. | Squadra               | Pt | G  | V | N | P | GF | GS | QR  |
|  | ---- | --------------------- | -- | -- | - | - | - | -- | -- | --- |
|  | 1.   | Salernitana           | 20 | 12 | 9 | 2 | 1 | 21 | 7  | +14 |
|  | 2.   | Potenza               | 14 | 12 | 4 | 6 | 2 | 13 | 9  | +4  |
|  | 2.   | Libertas Santa Chiara | 14 | 12 | 5 | 4 | 3 | 11 | 9  | +2  |
|  | 4.   | Bari                  | 13 | 12 | 5 | 3 | 4 | 12 | 10 | +2  |
|  | 5.   | Taranto               | 8  | 12 | 2 | 4 | 6 | 8  | 10 | -2  |
|  | 5.   | Foggia                | 8  | 12 | 2 | 4 | 6 | 7  | 12 | -5  |
|  | 7.   | Reggina (-1)          | 6  | 12 | 3 | 1 | 8 | 7  | 22 | -15 |

Legenda:
 Ammessa agli spareggi per la promozione in Serie A.
Note:
Due punti a vittoria, uno a pareggio, zero a sconfitta.
La Reggina ha scontato 1 punto di penalizzazione per una rinuncia.
Il Potenza e il Libertas Santa Chiara hanno successivamente rinunciato al campionato di Serie A Interregionale.

## Girone H
I risultati del Campionato Siciliano non sono stati pubblicati dal comunicato ufficiale. Sono noti solo i nomi delle due squadre qualificate alle finali per la promozione in Serie A:
- A.C.F. Pro Palermo di Palermo,
- A.C.F. Trapani di Trapani.

## Finali per la promozione

### Primo turno
|                              | Risultati |                              | Luogo e data         |
| ---------------------------- | --------- | ---------------------------- | -------------------- |
| Edisal Floor Moquettes       | 2 - 1     | Real Torino                  | ?, 29 settembre 1974 |
| Real Torino                  | 0 - 2     | Edisal Floor Moquettes       | ?, 6 ottobre 1974    |
|                              |           |                              |                      |
| Mobilgam Conegliano          | 2 - 2     | Tepa Sport Orzinuovi         | ?, 29 settembre 1974 |
| Tepa Sport Orzinuovi         | 2 - 0     | Mobilgam Conegliano          | ?, 6 ottobre 1974    |
|                              |           |                              |                      |
| Azzurra                      | 0 - 1     | Cibus Cazzago San Martino    | ?, 29 settembre 1974 |
| Cibus Cazzago San Martino    | 2 - 1     | Azzurra                      | ?, 6 ottobre 1974    |
|                              |           |                              |                      |
| Alta Italia                  | 1 - 0     | Internazionale               | ?, 29 settembre 1974 |
| Internazionale               | 1 - 0     | Alta Italia                  | ?, 6 ottobre 1974    |
|                              |           |                              |                      |
| Sampierdarenese              | 2 - 0     | L.C. Confezioni Sport Biella | ?, 29 settembre 1974 |
| L.C. Confezioni Sport Biella | 0 - 2     | Sampierdarenese              | ?, 6 ottobre 1974    |
|                              |           |                              |                      |
| Agostini Viareggio           | 2 - 0     | Laurel's                     | ?, 29 settembre 1974 |
| Laurel's                     | 0 - 2     | Agostini Viareggio           | ?, 6 ottobre 1974    |
|                              |           |                              |                      |
| Poltronificio Dall'Oca       | 1 - 5     | ACF Perugia                  | ?, 29 settembre 1974 |
| ACF Perugia                  | 2 - 1     | Poltronificio Dall'Oca       | ?, 6 ottobre 1974    |
|                              |           |                              |                      |
| Pesaro Salotti Raffaello     | 3 - 0     | Libertas Santa Chiara        | ?, 29 settembre 1974 |
| Libertas Santa Chiara        | 0 - 1     | Pesaro Salotti Raffaello     | ?, 6 ottobre 1974    |
|                              |           |                              |                      |
| Potenza                      | 2 - 0     | A.C.F. Lazio                 | ?, 29 settembre 1974 |
| A.C.F. Lazio                 | 0 - 2     | Potenza                      | ?, 6 ottobre 1974    |
|                              |           |                              |                      |
| Salernitana                  | 2 - 0     | La Secura Assicurazioni      | ?, 29 settembre 1974 |
| La Secura Assicurazioni      | 0 - 2     | Salernitana                  | ?, 6 ottobre 1974    |
|                              |           |                              |                      |
| Trapani                      | 4 - 1     | Pro Palermo                  | ?, 29 settembre 1974 |
| Pro Palermo                  | 2 - 1     | Trapani                      | ?, 9 ottobre 1974    |
|                              |           |                              |                      |

### Ottavi di finale
|                           | Risultati |                           | Luogo e data       |
| ------------------------- | --------- | ------------------------- | ------------------ |
| Alta Italia               | 1 - 0     | Tepa Sport Orzinuovi      | ?, 13 ottobre 1974 |
| Tepa Sport Orzinuovi      | 3 - 0     | Alta Italia               | ?, 20 ottobre 1974 |
|                           |           |                           |                    |
| Internazionale            | 4 - 1     | Edisal Floor Moquettes    | ?, 13 ottobre 1974 |
| Edisal Floor Moquettes    | 2 - 1     | Internazionale            | ?, 20 ottobre 1974 |
|                           |           |                           |                    |
| Cibus Cazzago San Martino | 5 - 1     | Sampierdarenese           | ?, 13 ottobre 1974 |
| Sampierdarenese           | 2 - 0     | Cibus Cazzago San Martino | ?, 20 ottobre 1974 |
|                           |           |                           |                    |
| Agostini Viareggio        | 0 - 2     | Pesaro Salotti Raffaello  | ?, 13 ottobre 1974 |
| Pesaro Salotti Raffaello  | 1 - 0     | Agostini Viareggio        | ?, 20 ottobre 1974 |
|                           |           |                           |                    |
| Potenza                   | 1 - 5     | ACF Perugia               | ?, 13 ottobre 1974 |
| ACF Perugia               | 2 - 0     | Potenza                   | ?, 20 ottobre 1974 |
|                           |           |                           |                    |
| Salernitana               | 2 - 0     | Trapani                   | ?, 27 ottobre 1974 |
| Trapani                   | 0 - 1     | Salernitana               | ?, 20 ottobre 1974 |
|                           |           |                           |                    |

Edisal Floor Moquettes e Sampierdarenese ammesse ai quarti perché hanno la miglior differenza reti fra tutte le squadre eliminate.

### Quarti di finale
|                           | Risultati |                           | Luogo e data        |
| ------------------------- | --------- | ------------------------- | ------------------- |
| Internazionale            | 4 - 1     | Sampierdarenese           | ?, 3 novembre 1974  |
| Sampierdarenese           | 2 - 1     | Internazionale            | ?, 10 novembre 1974 |
|                           |           |                           |                     |
| Tepa Sport Orzinuovi      | 2 - 0     | Edisal Floor Moquettes    | ?, 1º novembre 1974 |
| Edisal Floor Moquettes    | 0 - 1     | Tepa Sport Orzinuovi      | ?, 10 novembre 1974 |
|                           |           |                           |                     |
| Cibus Cazzago San Martino | 2 - 1     | Pesaro Salotti Raffaello  | ?, 3 novembre 1974  |
| Pesaro Salotti Raffaello  | 1 - 3     | Cibus Cazzago San Martino | ?, 10 novembre 1974 |
|                           |           |                           |                     |
| Salernitana               | 1 - 0     | ACF Perugia               | ?, 3 novembre 1974  |
| ACF Perugia               | 2 - 1     | Salernitana               | ?, 10 novembre 1974 |
|                           |           |                           |                     |

### Semifinali
|                           | Risultati |                           | Luogo e data        |
| ------------------------- | --------- | ------------------------- | ------------------- |
| Tepa Sport Orzinuovi      | 2 - 1     | Internazionale            | ?, 17 novembre 1974 |
| Internazionale            | 1 - 1     | Tepa Sport Orzinuovi      | ?, 24 novembre 1974 |
|                           |           |                           |                     |
| ACF Perugia               | 1 - 2     | Cibus Cazzago San Martino | ?, 17 novembre 1974 |
| Cibus Cazzago San Martino | 0 - 3     | ACF Perugia               | ?, 24 novembre 1974 |
|                           |           |                           |                     |

### Finale unica
|                      | Risultati |             | Luogo e data        |
| -------------------- | --------- | ----------- | ------------------- |
| Tepa Sport Orzinuovi | 1 - 0     | ACF Perugia | ?, 1º dicembre 1974 |
|                      |           |             |                     |

Il Tepa Sport Orzinuovi è Campione di Serie A Interregionale 1974.
Tepa Sport Orzinuovi e Perugia promosse in Serie A 1975.